# Laufeia squamata
Laufeia squamata là một loài nhện trong họ Salticidae. Chúng được được Marek Żabka miêu tả năm 1985.